# Wojciech Włodarski
Wojciech Włodarski, również jako Wojtek Włodarski  – polski montażysta filmowy. Członek Europejskiej Akademii Filmowej.

## Wybrana filmografia
jako montażysta:
- Mowa ptaków (2019)
- Furioza (2020)
- Teściowie (2021)
- Apokawixa (2022)
- Pan Samochodzik i Templariusze (2023)
- Kulej. Dwie strony medalu (2024)

## Nagrody i nominacje
- 2014 – Nagroda im. Jana Machulskiego za montaż filmu Chomik[2]
- 2023 – nominacja do Polskiej Nagrody Filmowej, Orzeł za montaż filmu Apokawixa
- 2025 – nominacja do Polskiej Nagrody Filmowej, Orzeł za montaż filmu Kulej. Dwie strony medalu